# Donald Randell Evans
Sir Donald Randell Evans KBE CB DFC (* 31. Januar 1912; † 9. April 1975) war ein britischer Luftwaffenoffizier der Royal Air Force, der zuletzt im Range eines Generals (Air Chief Marshal) zwischen 1968 und 1970 Kommandant des Imperial Defence College (IDC) in London war. Für seine Tapferkeit und Verdienste im Zweiten Weltkrieg wurde er zwei Mal im Kriegsbericht erwähnt (Mentioned in dispatches).

## Leben

### Pilotenausbildung und Zweiter Weltkrieg
Evans war der Sohn von Colonel Percy Evans, der während des Ersten Weltkrieges von 1915 bis 1917 Vize-Direktor des Medizinischen Dienstes (Assistant Director Medical Services) der Expeditionsstreitkräfte BFP (British Expeditionary Force) war. Er selbst begann nach seiner schulischen Ausbildung am 1859 gegründeten Wellington College 1930 seine fliegerische Ausbildung als Flight Cadet in der B-Squadron Royal Air Force College Cranwell, der Offiziersschule der britischen Luftstreitkräfte. Bei Abschluss der Ausbildung am 23. Juli 1932 wurde er mit dem Humanities Prize ausgezeichnet, als Berufssoldat (Permanent Commission) in die RAF übernommen und zum Leutnant (Pilot Officer) befördert.
Am 28. Februar 1933 wurde Evans Pilot in der No. 45 Squadron RAF und erhielt dort am 23. Januar 1934 seine Beförderung zum Oberleutnant (Flying Officer). Im Anschluss besuchte er ab dem 27. April 1936 die Elektrotechnik- und Funkschule (Electrical and Wireless School) und wurde während dieser Zeit am 1. Oktober 1936 zum Hauptmann (Flight Lieutenant) befördert. In der Zeit vom 30. bis zum 31. März 1937 wurde seine Besoldung halbiert (Half-pay List / Scale B). Im Anschluss wurde er am 30. Juni 1937 Fernmeldeoffizier auf dem Militärflugplatz RAF North Weald und danach am 24. Januar 1939 Fernmeldeoffizier im Hauptquartier des Luftangriffskommandos (RAF Fighter Command), wo er am 1. April 1939 zum Major (Squadron Leader) befördert wurde.
Im Laufe des Zweiten Weltkrieges übernahm Evans 1941 seinen ersten Befehlsposten, und zwar als Kommandeur einer Kampfflugzeugabfangeinheit FIU (Fighter Interception Unit) und wurde für seine dortigen Verdienste am 17. März 1941 erstmals im Kriegsbericht erwähnt (Mentioned in dispatches). 1942 wechselte er als Gruppenleiter für Nachtjäger-Operationen ins Hauptquartier der zum RAF Fighter Command gehörenden  No. 11 (Fighter) Group RAF. Aufgrund seiner militärischen Verdienste in dieser Verwendung wurde er am 11. Juni 1942 zum zweiten Mal im Kriegsbericht erwähnt und am 14. Juli 1942 mit dem Distinguished Flying Cross (DFC) ausgezeichnet.
1943 wechselte Evans in die Fernmeldesonderplanungsgruppe des Hauptquartiers des alliierten Luftstreitkräftekommandos im Mittelmeerraum MAC (Mediterranean Air Command) und danach 1943 als Offizier in den Fernmeldeplanungsstab der Alliierten Expeditionsluftstreitkräfte AEAF (Allied Expeditionary Air Force), wo er bis zum Ende des Krieges tätig war. Am 1. Januar 1944 wurde er Commander des Order of the British Empire (CBE).

### Stabsoffizier in der Nachkriegszeit und Aufstieg zum Air Chief Marshal
Nach Ende des Zweiten Weltkrieges absolvierte Evans das RAF Staff College Bracknell und übernahm anschließend 1946 den Posten als Kommandeur der Telekommunikationsflugeinheit TFU (Telecommunications Flying Unit) auf dem Luftwaffenstützpunkt RAF Defford. Während dieser Zeit wurde ihm am 15. März 1946 die US-amerikanische Bronze Star Medal (BSM) verliehen und er am 1. Oktober 1946 auch zum Oberstleutnant (Wing Commander) befördert.
Nach seiner Beförderung zum Oberst (Group Captain) am 1. Juli 1949 wurde Evans Leiter der Planungsgruppe im Hauptquartier des Fighter Command und wechselte später Offizier im Führungsstab der Gemeinsamen Stabsschule der Streitkräfte JSSC (Joint Service Staff College). Am 10. September 1952 übernahm er die Funktion als Leiter der Abteilung für operative Anforderungen im Luftwaffenstab und erhielt dort am 1. Januar 1956 seine Beförderung zum Air Commodore. Zwischenzeitlich wurde er am 1. Januar 1955 Companion des Order of the Bath (CB).
Nach dem Besuch des Imperial Defence College (IDC) in London 1956 übernahm am 10. Januar 1957 als Senior Air Staff Officer (SASO) die Funktion als Chef des Stabes des RAF Fighter Command. Dort wurde er am 10. Januar 1957 zum Generalmajor (Air Vice Marshal) befördert. 1959 übernahm er von Air Vice Marshal George Lott den Posten als Kommandant der Schule für Land- und Luftkriegsführung (School of Land/Air Warfare) in Old Sarum und verblieb dort bis zu seiner Ablösung durch Air Vice Marshal Cecil Weir am 15. Mai 1961. Er selbst wurde daraufhin Assistierender Chef des Verteidigungsstabes (Assistant Chief of the Defence Staff) und war als solcher ab April 1963 Vorsitzender einer Arbeitsgruppe der Stabschefs zur Reorganisation der Verteidigung. Im Ergebnis schlug die Arbeitsgruppe die Einrichtung und Organisation eines einzigen Verteidigungsministeriums vor, das die bisherige Admiralität (Admiralty) für die Royal Navy, das Kriegsministerium (War Office) für die British Army sowie das Luftfahrtministerium (Air Ministry) für die Royal Air Force unter der Leitung eines einzigen Ministers zusammenfasste. Für seine langjährigen Verdienste wurde er am 1. Januar 1964 zum Knight Commander des Order of the British Empire (KBE) geschlagen und führte seither den Namenszusatz „Sir“.
Nachdem Evans am 1. Januar 1964 zum Generalleutnant (Air Marshal) befördert worden war, übernahm er am 15. Januar 1964 von Air Marshal Alfred Earle den Posten als Kommandierender General AOC-in-C (Air Officer Commanding in Chief) des Technischen Ausbildungskommandos (RAF Technical Training Command). Am 18. Mai 1966 folgte ihm Air Vice Marshal William Coles als Kommandierender General des Technischen Ausbildungskommandos.
Im Anschluss wurde Coles selbst am 14. Juli 1966 Nachfolger von Air Chief Marshal William MacDonald als  Luftfahrtsekretär (Air Secretary) und damit als Verantwortlicher für die Laufbahnplanung, Beförderungen und Ernennungen von Offizieren der RAF im Luftfahrtministerium. In dieser Verwendung wurde er am 1. März 1967 ebenfalls zum Air Chief Marshal befördert. Am 7. Dezember 1967 folgte ihm Air Chief Marshal Brian Burnett als Luftfahrtsekretär.
Zuletzt übernahm Coles am 8. Januar 1968 von General John Anderson den Posten als Kommandant des Imperial Defence College in London. Auf diesem Posten folgte ihm Anfang Januar 1970 Alastair Francis Buchan, unter dessen Amtszeit es zur Neustrukturierung dieser Aus-, Weiter- und Fortbildungsstätte der britischen Streitkräfte sowie zur Umbenennung in Royal College of Defence Studies (RCDS) kam. Am 28. Februar 1970 schied er aus dem aktiven Militärdienst aus.
Nach seinem Eintritt in den Ruhestand engagierte sich Coles in der Wirtschaft und war zwischen 1971 und seinem Tod 1975 Berater des Elektrounternehmens Ferranti Limited für Flugzeugangelegenheiten.